# Filippo Faina
Filippo Faina, detto Pippo (Roma, 19 ottobre 1944), è un allenatore di pallacanestro italiano.

## Carriera
In Serie A1 ha allenato l'Olimpia Milano e la Scaligera Verona, guidandola poi anche in Eurolega grazie alle semifinali play-off raggiunte l'anno prima; a Milano ha guidato la squadra ad una retrocessione (unica nella storia della prestigiosa compagine) e ad una sfida contro Imola, all'ultima giornata, che nella sostanza avrebbe stabilito chi sarebbe retrocesso. In questo secondo Faina riuscì a portare la squadra alla vittoria. Nella stagione 2001-2002 torna alla guida dell'Olimpia subentrando a Guido Saibene e terminando l'annata.
Nel marzo 2016 è subentrato ad Alessandro Magro alla guida della Fulgor Omegna, squadra che militava in Serie A2.

## Palmarès
- Coppa delle Coppe: 1

Olimpia Milano: 1975-76